# José Madero
José Madero Vizcaíno (Monterrei, 1 de setembro de 1980), mais conhecido como Pepe Madero, e um cantor, músico, compositor, produtor, advogado, escritor e podcaster mexicano. Ele é conhecido por ter formado a famosa banda de rock Panda.

## Biografia
José Madero nasceu em Monterrey, mas viveu toda a sua vida no município de San Pedro Garza García, em Nuevo León, onde desde pequeno se familiarizou com diversos gêneros do rock. O gosto por essa música o levou a aprender a tocar violão. Após diversas mudanças de estilos e formação, o Panda surgiu em 1996.
Além da carreira musical, Madero se aventurou no mundo da escrita, onde possui três livros publicados. Seu primeiro livro Pensándolo bien, pensé mal (portugüese: “Pensando certo, pensei errado”) em 2014, que consiste em um relato de anedotas pessoais e musicais que viveu. Dois anos depois lançaria seu segundo livro, Odio Odiar (“Odeio Odiar”), que traz uma coletânea de ensaios sobre diversos temas que questionam a hierarquia intelectual da raça humana. O terceiro livro seria Pesadillas para cenar (“Pesadelos para o jantar”), que trata de terror para crianças. Ele foi colocado à venda em 14 de setembro de 2018.

## Incidente com um fã
Em abril de 2016, Madero foi alvo de críticas quando, em uma sessão de autógrafos em homenagem a Carmesí, (seu primeiro disco como solista), uma gravação dele enxugando o rosto após receber um beijo de uma fã viralizou nas redes sociais. O cantor recebeu críticas, chamando-o de arrogante, já que muita gente interpretou essa atitude como farta e rude. Porém, houve outros que saíram em defesa de Madero, afirmando que a menina era uma assediadora e que o beijo não foi consensual.
Mais tarde, ele declarou em sua conta oficial no Twitter: “Eu não limpei beijos, limpei batom. Fiz isso cara a cara, em público. Em nenhum momento foi uma ação depreciativa. “Seria como enxugar o suor para continuar fazendo minha atividade, nunca recusei um beijo.”

## Discografia

### Como membro do Panda
- Arroz con leche (2000)
- La Revancha Del Príncipe Charro (2002)
- Para ti con desprecio (2005)
- Amantes Sunt Amentes (2006)
- Sinfonía Soledad (2007)
- Poetics (2009)
- Panda MTV Unplugged (2010)
- Bonanza (2012)
- Sangre Fría (2013)

### Como solista
- Carmesí (2016)
- Noche (2017)
- Alba (2018)
- Psalmos (2019)
- Giallo (2022)
- Aurora (EP) (2023)